# (9146) Туликов
(9146) Туликов (лат. Tulikov) — типичный астероид главного пояса, открыт 16 декабря 1976 года советским астрономом Людмилой Черных в Крымской астрофизической обсерватории и 9 марта 2001 года назван в честь композитора Серафима Туликова.

## Обнаружение и именование
(9146) Туликов
Открыт 16 декабря 1976 года в Крымской астрофизической обсерватории Л. И. Черных.
Композитор народный артист СССР Серафим Сергеевич Туликов (р. 1914) является автором многих лирических и патриотических песен, которые очень популярны у русского народа.
Оригинальный текст (англ.)9146 Tulikov
Discovered 1976 Dec. 16 by L. I. Chernykh at the Crimean Astrophysical Observatory.
Composer Serafim Sergeevich Tulikov (b. 1914), Peopleʹs artist of the U.S.S.R., is the author of many lyrical and patriotic songs that are very popular with the Russian people.
Источники: 20010309/MPCPages.arc; M.P.C. 42358.

## Орбита

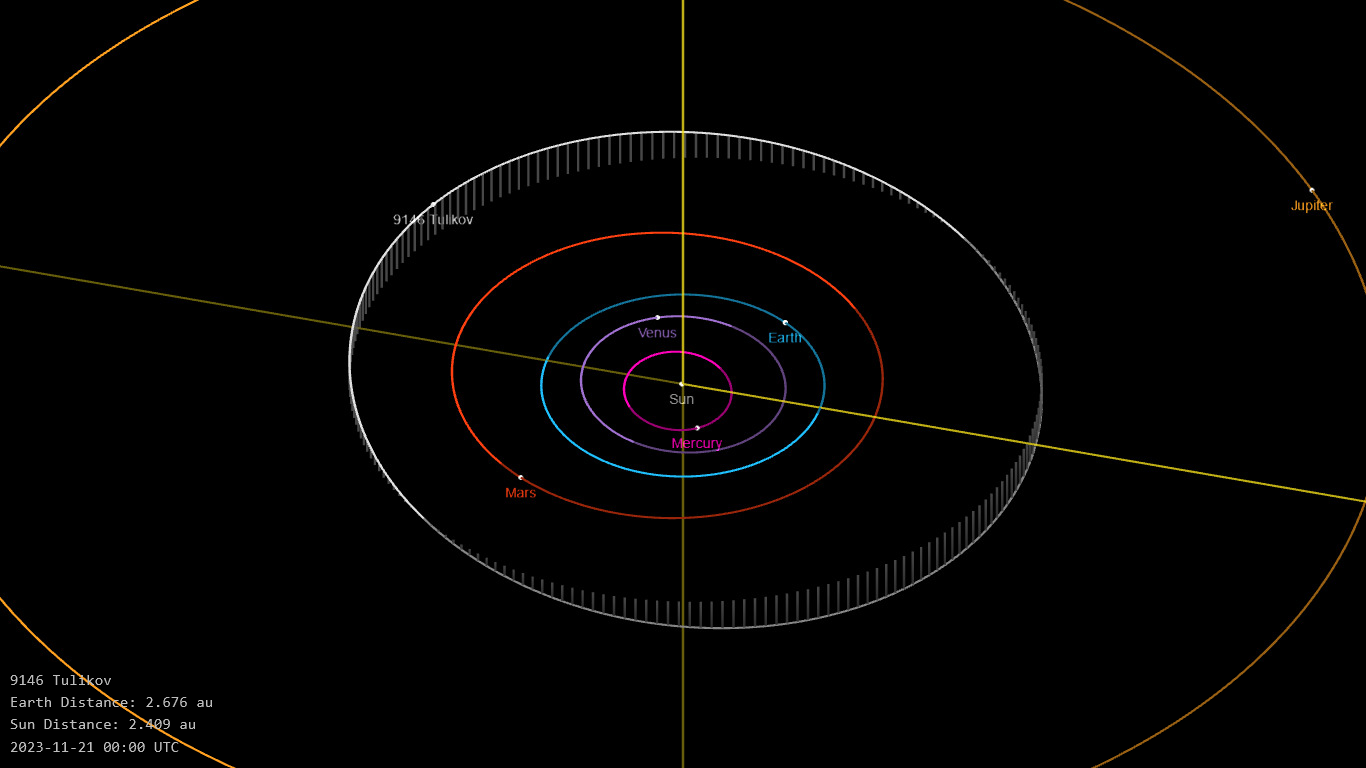
Орбита астероида Туликов и его положение в Солнечной системе

## Физические характеристики
Из наблюдений телескопа VISTA следует, что астероид относится к таксономическому классу C.
По результатам наблюдений в видимом и ближнем инфракрасном диапазоне космического телескопа NEOWISE диаметр астероида оценивался равным 7,041±0,086 км. Согласно тем же источникам альбедо оценивается как 0,1418±0,0114 и 0,142±0,011.